# Cypressen i Kashmar
Cypressen i Kashmar är en äkta cypress som växte i distriktet Kashmar i provinsen Khorasan i nordöstra Iran. Trädet ansågs heligt av zoroastrier och enligt traditionen skall det ha planterats av profeten Zarathustra själv. 
I zoroastrismens heliga bok Avesta och eposet Shahnameh berättas att Zarathustra planterade cypressen för att ära sin skyddspatron Vishtaspa. Trädet var enligt författaren Ferdousi redan en pilgrimsort under Zarathustras levnad. 
Cypressen i Kashmar höggs ned på order av den abbasidiske kalifen Al-Mutawakkil år 861 eftersom han ansåg att trädet var en källa till avgudadyrkan och stred mot islam. Han lät hugga ned trädet och frakta det till Samarra i nuvarande Irak. Han själv fick dock aldrig möjlighet att beskåda trädet eftersom han mördades av en tjänare bara någon dag innan leveransen kommit fram.